# Неведрянка
Неведрянка (Неведренка) — река в России, протекает по Псковской области. Устье реки находится в 306 км по левому берегу реки Великая. Длина реки — 55 км, площадь водосборного бассейна — 564 км².
- В 29 км от устья, по правому берегу реки впадает река Фролянка.
- В 23 км от устья, по левому берегу реки впадает река Свиблянка.

## Данные водного реестра
По данным государственного водного реестра России относится к Балтийскому бассейновому округу, водохозяйственный участок реки — Великая. Относится к речному бассейну реки Нарва (российская часть бассейна).
Код объекта в государственном водном реестре — 01030000112102000027772.